# Redningsstation Skagen
Redningsstation Skagen är en dansk sjöräddningsstation i Skagen. Den inrättades 1914 och föregicks av en räddningsstation på Skagen Nordstrand, som inrättades 1850 som en av Danmarks första sjöräddningsstationer. På Skagens Odde fanns också andra sjöräddningstationer, bland annat i Høyen (Gammel Skagen) från 1869, med bistation Höjen–Vest. När stationen i Skagen Havn inrättades, lades filialstationen Skagens Gren Redningsstation ned.
Redningsstation Skagen inrättades redan från början 1914 med en motorräddningsbåt, vilken hade byggts på Orlogsværftet i Köpenhamn. För denna byggdes då också ett båthus med en upphalningsanordning, vilken elektrifierades 1925.
Räddningsstationen förfogar idag över den 16 meter långa räddningskryssaren MRB Lars Kruse från 2000 och fast rescue boat FRB-08, en Marine Partner Alucat 1070. Den har tre heltidsanställda och åtta deltidsanställda sjöräddare samt fem i reserv. En ny stationsbyggnad invgdes 2016 bredvid den tidigare på Oliekajen i Skagen Havn. Den är på 500 m2, fördelat på 200 m2 båthall och 300 m2 på kontor och personalutrymme.